# Ane Randel
Rolf Ane Randel, född 23 april 1879 i Karlskoga, död 19 januari 1952 i Stockholm, var en svensk lärare och författare. Han var sonson till Andreas Randel. 
Ane Randel var son till regementspastorn och domkyrkokomministern Adolf Nicolaus Andreas Randel. Efter mogenhetsexamen i Karlstad 1897 och folkskollärarexamen 1898 studerade han vid Uppsala universitet och blev filosofie kandidat 1904. Han arbetade 1897–1898 för Nya Wermlands-Tidningen, Östersunds-Posten 1905, Sundsvalls-Posten 1905, Svenska Dagbladet 1910–1916 och 1917–1918 samt Göteborgsposten 1916. Han lämnade även en mängd bidrag till veckotidningar och tidskrifter. Bland annat arbetade han senare för Ord och Bild och Aftonbladet. Han var 1920–1926 amanuens vid Stockholms rådhusarkiv. Som översättare belönades hans översättning Stora testamentet med Svenska Akademiens pris.
"Arkivarie, tidningsman fr 1897, red tidskr Votum 1931. ... R använder genomgående kåseriet som litterärt uttrycksmedel, när han speglar kulturhistoriska o dagsaktuella ämnen. Han har visat sig vara en kokkonstens mästare i en serie doftmättade kåserisaml." (Litteraturlexikon, 1974). Böckerna t.o.m. 1918 utgavs under signaturen "Den inbitne".